# جون ماكمانوس
جون ماكمانوس (بالإنجليزية: John McManus)‏ هو فلاح ونقابي وسياسي نيوزلندي، ولد في 1875، وتوفي في 1950 في نيوزيلندا. حزبياً، نشط في حزب العمال النيوزيلندي.